# 대진고등학교 (서울)
대진고등학교(大眞高等學校)는 대한민국 서울특별시 노원구 하계동에 위치한 사립 고등학교이다.

## 학교 연혁
- 1984년 2월 6일 : 학교법인 대진학원 설립인가
- 1984년 12월 17일 : 대진고등학교 10학급 인가(남.여 공학)
- 1985년 3월 5일 : 개교식 및 제1회 입학식(남,여 10학급)
- 1988년 2월 13일 : 제1회 졸업식(548명)
- 1989년 10월 28일 : 대진여자고등학교 개교로 남자고등학교로 전환
- 1992년 3월 2일 : 학교법인 ‘대진대학교’ 로 법인 명칭 변경 인가
- 1999년 8월 20일 : 중강당 및 식당(현 신념관) 준공
- 2001년 8월 20일 : 정보센터(현 정보관) 준공
- 2005년 3월 24일 : 대진고등학교 농구부 창단
- 2008년 10월 21일 : 운동장 인조잔디설치 및 공원화 사업 완료
- 2008년 11월 22일 : 급식실(조리실) 준공
- 2023년 2월 9일 : 제36회 졸업식 (졸업생 314명, 연 22,520명)
- 2023년 3월 1일 : 제9대 허의선 교장 취임

## 참고 자료
- 대진고등학교 - 한국교육학술정보원 학교알리미